# Thomas Deruette
Thomas Deruette, né le 6 juillet 1995 à Saint-Mard, est un coureur cycliste belge, professionnel entre 2016 et 2018.

## Biographie

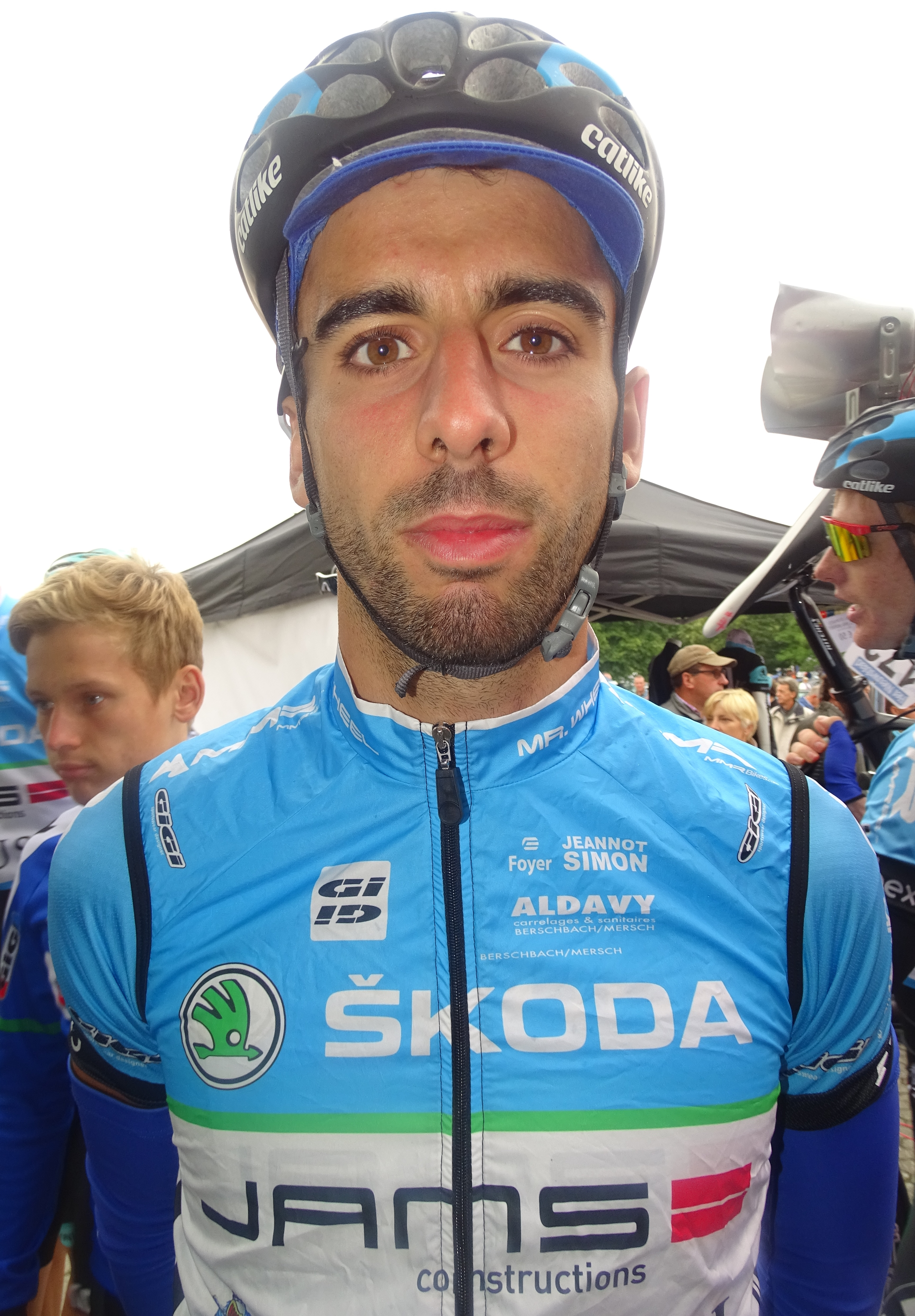
Thomas Deruette lors du départ du Grand Prix de la ville de Zottegem 2015.

En 2013, Thomas Deruette devient champion de Wallonie sur route juniors. Pour son entrée dans les rangs espoirs en 2014, il rejoint la formation wallonne Color Code-Biowanze. Avec celle-ci, il remporte le Prix de Longwy au mois de juillet.
En 2015, il est membre de l'équipe continentale luxembourgeoise Differdange-Losch. Vainqueur des deux épreuves régionales, il se classe également second du Grand Prix OST Manufaktur, cinquième du championnat de Belgique sur route espoirs et de la kermesse professionnelle de Opstal. À l'issue de cette saison, il signe un contrat professionnel avec la formation belge Wallonie Bruxelles-Group Protect.
Après trois saisons au sein de la formation belge, un an en continental puis deux saisons en continental professionnel, il n'est pas conservé et retourne en 2019 chez Differdange-GeBa. Il remporte le  Grand Prix OST Manufaktur et la 4e étape de l'Arden Challenge. En septembre 2019, il annonce mettre un terme à sa carrière, à 24 ans.

## Palmarès sur route
- 2013
  - Champion de Wallonie sur route juniors
- 2014
  - Prix de Longwy
- 2015
  - 2e du Grand Prix OST Manufaktur
- 2019
  - Grand Prix OST Manufaktur
  - 4e étape de l'Arden Challenge

## Classements mondiaux
| Année           | 2015   | 2016   | 2017 | 2018   |
| --------------- | ------ | ------ | ---- | ------ |
| UCI Europe Tour | 1 117e | 1 664e | nc   | 1 774e |